# Tuta alare

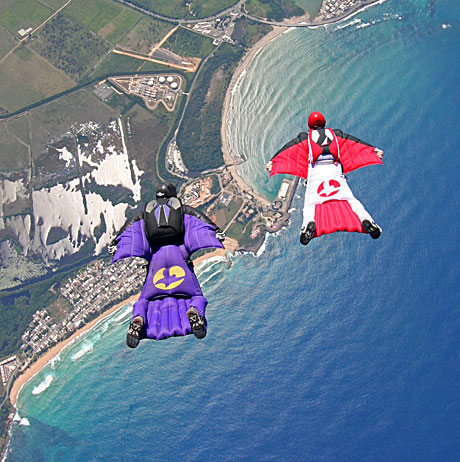
Tuta alare in planata

La tuta alare è una particolare tuta da lancio che riesce ad aumentare la superficie del corpo umano conferendovi un profilo alare, trasformando la velocità data dalla forza di gravità in planata orizzontale. Le sue forme si rifanno a quelle dello scoiattolo volante.
Utilizzata nel paracadutismo come nuova disciplina (alivòlo), è oggetto di costante e rapido sviluppo.
Una normale tuta alare, rispetto a una velocità media di caduta libera di circa 250 km/h, consente di rallentare fino a circa 70 km/h, con una velocità orizzontale di 180 km/h.
La tuta alare è particolarmente usata nel base jumping, in quanto consente di raddoppiare i tempi di caduta libera e aumenta la distanza dai possibili ostacoli, diminuendo il rischio di incidenti.

## Storia

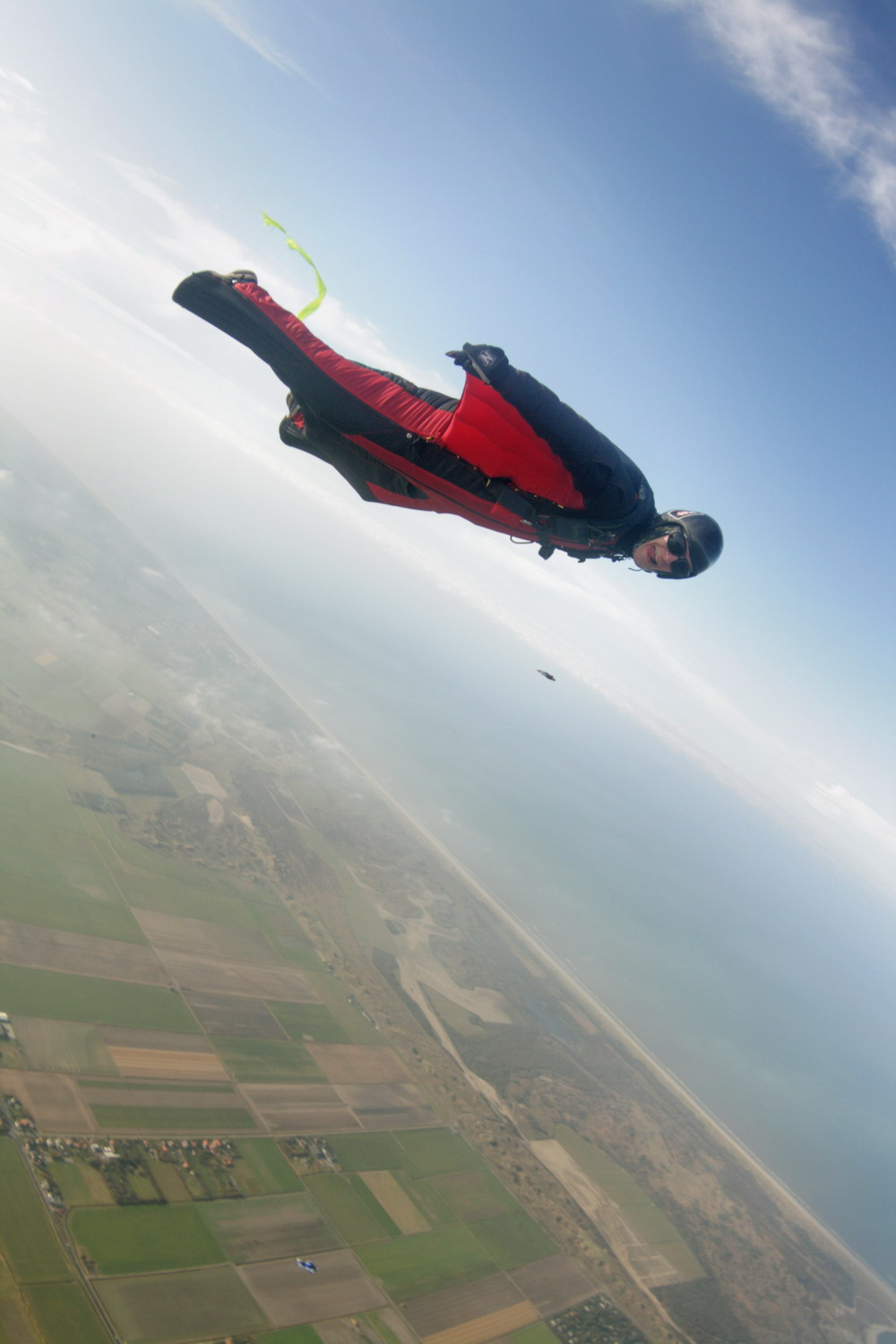
Volo con tuta alare nei Paesi Bassi

Dalla leggendaria figura di Icaro fino ai numerosi inventori di cui ci è giunta testimonianza, più persone hanno cercato di costruire delle protesi che consentissero all'uomo di volare come un uccello. Si trattava, perlopiù, di rudimentali ali di legno e tela da indossare prima di un salto da un dirupo o da qualche altra postazione sopraelevata, con esiti quasi sempre fatali.
Bisogna attendere gli anni trenta del Novecento perché, con la nascita del paracadutismo, facciano la loro comparsa i cosiddetti birdmen, o uomini uccello, che con le prime tute alate a malapena riuscivano a stabilizzare la caduta e compiere qualche evoluzione. I più noti tra questi pionieri furono lo statunitense Clem Sohn e, negli anni cinquanta, l'italiano Salvatore Cannarozzo, lo svizzero Plinio Romaneschi e il francese Léo Valentin.
Negli anni sessanta, a seguito dell'altissima mortalità dei birdmen, l'associazione dei paracadutisti statunitensi (USPA) proibì l'uso di ali negli aviolanci, divieto revocato solo nel 1987.
Ma il merito della messa a punto della prima autentica tuta alare va attribuito al paracadutista francese Patrick de Gayardon e alla sua squadra, basandosi sul modello di tuta alare dell'italoamericano John Carta. De Gayardon intuì che, date le caratteristiche di densità del corpo umano, non ci si poteva ispirare alle forme degli uccelli bensì sarebbe stato più utile riferirsi a quei mammiferi il cui patagio consentiva di planare. Dopo i primi studi a partire dal 1994, nel 1996 sono incominciati i primi voli sperimentali. Ma la data ufficiale di nascita della tuta alare è il 31 ottobre 1997, quando, al cospetto di un gruppo di giornalisti italiani, Patrick de Gayardon, dopo un salto dall'elicottero a 6000 metri di quota, sfrecciò tra le guglie del versante francese del Monte Bianco. Per la prima volta l'avanzamento supera il tasso di caduta.
De Gayardon morì meno di sei mesi dopo, il 13 aprile 1998, in seguito a un malfunzionamento del paracadute avuto in addestramento. Ma oramai il seme era stato gettato e subito si affacciò sulla scena una nuova generazione di piloti di tuta alare.
I primi a riprendere il lavoro di de Gayardon furono il finlandese Jari Kuosma e il croato Robert Pečnik che già nel 1998 crearono un'azienda, la BirdMan, con il preciso scopo di produrre e commercializzare una tuta che fosse sicura e di buone prestazioni. Oggi producono una serie completa di tute alari, adatte a diversi livelli di esperienza e situazioni di lancio. La BirdMan è stata inoltre la prima società a organizzare un programma di formazione istruttori, seguita dalla Phoenix-Fly (fondata nel 2004 da Pečnik dopo l'uscita dalla BirdMan) e dalla francese Fly Your Body. Altri produttori di tute alari sono l'azienda austriaca Pressurized, la belga Matter, l'ungherese Intrudair, la sudafricana Jii-Wings e, soprattutto, la statunitense Tony Suit, le cui tute hanno ottenuto prestazioni straordinarie.
In ambito agonistico vengono svolti campionati con tuta alare in cui si gareggia per tre categorie: "permanenza in aria", "distanza percorsa" e "velocità", oltre alle gare di "figure artistiche". La più nota tra le competizioni internazionali è la SkyJester´s Wings over Marl, che si tiene ogni anno dal 2005. La prima competizione italiana fu organizzata ad Arezzo nel 2007 dall'associazione sportiva dilettantistica Freccette Tricolori (Fabrizio Fontanesi, Marco Pistolesi, Claudio Antonini), alla quale parteciparono venti atleti tra i quali Robert Pečnik (fondatore della Phoenix-Fly), Tony Uragallo (fondatore della Tony Suit) e Olav Zipser (inventore del FreeFly).
Il 23 maggio 2012 lo stuntman britannico Gary Connery è diventato il primo uomo ad atterrare in tuta alare senza paracadute. Dopo un salto dall'elicottero a 730 m di quota nei pressi di Henley-on-Thames e dopo aver raggiunto la velocità di 130 km/h è atterrato incolume su una striscia di 18 600 scatole di cartone lunga 100 m, larga 15 e alta 3,6.

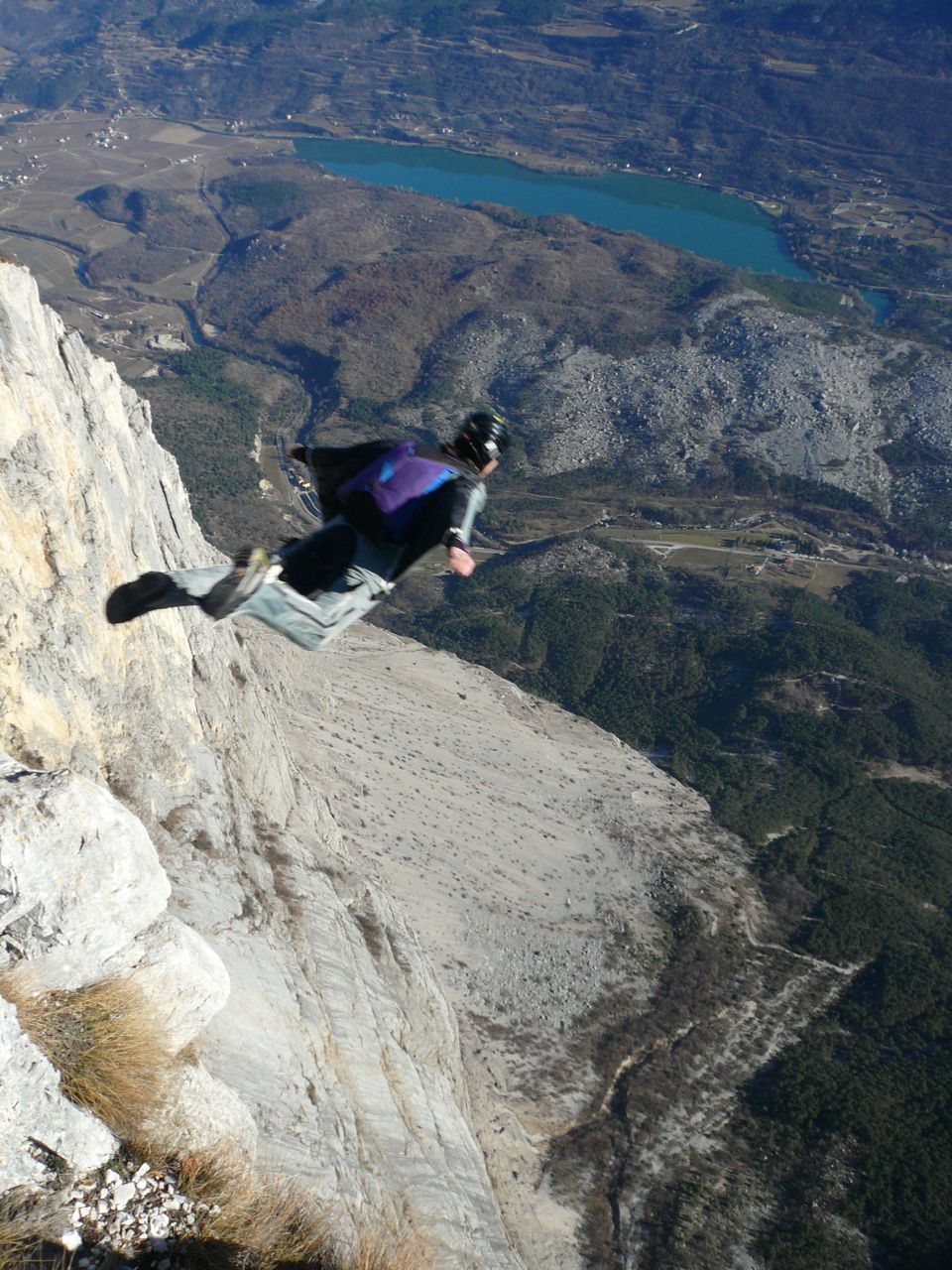
Wisbase dal Monte Brento

### La nascita delwisbase
Sebbene già de Gayardon avesse compiuto alcuni salti con la tuta alare da postazione fissa, è dal 2003 che ha iniziato a essere diffuso tra i BASE jumper l'utilizzo delle tute alari. È nato così il wisbase, da molti considerato il futuro del BASE jumping e il miglior ambito di sviluppo del volo con la tuta alare. Una tecnica rischiosa quanto spettacolare è quella del Proximity flying che consiste nel volare radenti al costone delle montagne. Lo statunitense Jeb Corliss è stato il primo ad attraversare una piccola cascata d'acqua utilizzando tale tecnica. Il 24 settembre 2011 Corliss ha attraversato con la sua tuta apache il foro all'interno del monte Tianmen.
Tra i luoghi principali dove si pratica il wisbase in Europa si segnala il Kjerag e il Trollstigen in Norvegia, la zona di Chamonix (con l'altissimo exit point di Pointe Durier sul Monte Bianco) e il gruppo della Jungfrau in Svizzera, dove è situato quello che attualmente è considerato il più alto salto BASE del mondo − l'anticima Wengen Jungfrau − non lontano dal monte Eiger, dove si trova il "fungo" (The Mushroom), dal 2000 una delle più note piattaforme di wisbase.
In Italia si segnala il Becco dell'Aquila sul Monte Brento, con atterraggio al "campo Gaggiolo" nel comune di Dro (TN), con oltre 1200 m di dislivello utile. Nell'autunno del 1997 de Gayardon compì da qui i primi salti con il suo prototipo di tuta alare e sempre da qui, nel maggio 2011, il maggiore Alastair Macartney del Corpo Logistico e il sergente Deane Smith del Genio militare dell'esercito britannico hanno effettuato una dimostrazione di wisbase devolvendone in beneficenza i ricavi pubblicitari.
Dal 2009 si tiene a Lauterbrunnen (nel gruppo della Jungfrau) la ProBASE Wingsuit Race, gara di velocità a premi.

## Caratteristiche tecniche
Una tuta alare è generalmente costituita da un doppio strato tessuto di poliammidi posto tra ciascun braccio e il tronco del pilota e un altro doppio strato posto tra le gambe. Nel momento in cui il pilota viene investito dal vento relativo - determinato dalla velocità dell'aeromobile o dalla velocità di caduta - ogni strato viene gonfiato attraverso delle bocche poste sotto le ascelle e sotto l'inguine in modo da fare assumere alla tuta uno o più profili alari, forme in grado di creare portanza e consentire l'avanzamento.
L'angolo ottimale delle ali tra il busto e le braccia è il risultato di un compromesso. Infatti, maggiore è l'apertura delle braccia, tanto più aumenta la superficie alare e maggiore è la portanza. Allo stesso tempo, però, più grande è l'ala, maggiore sarà la forza necessaria per controllarla. Nel corso dello sviluppo di vari prototipi ci si è mediamente attestati su un angolo di circa 80 gradi per le ali delle braccia e 40 gradi per le gambe.
La tuta alare si utilizza in combinazione con le attrezzature del paracadutismo. Uscire da un aereo con una tuta alare, tuttavia, richiede tecniche specifiche che si differenziano a seconda della posizione e le dimensioni del portellone dell'aeromobile. Queste tecniche considerano l'orientamento rispetto al velivolo e il relativo flusso d'aria al momento dell'uscita, in modo da evitare di sbattere contro parti dell'aereo o di divenire instabili a causa del forte vento relativo. Non appena viene investita dal flusso di vento generato dall'avanzamento del velivolo la tuta alare inizia immediatamente a volare. Nel caso di salti da postazione fissa, invece, il pilota dovrà affrontare una caduta verticale di almeno 200 metri prima di potere iniziare ad avere la velocità necessaria a trasformare la forza di gravità in avanzamento.
A una quota dal suolo determinata in base al tipo di lancio, il pilota dovrà aprire il paracadute e dovrà raggiungere il punto di atterraggio desiderato utilizzando le tecniche tipiche del paracadutismo o del base jumping.
Generalmente, per iniziare a usare la tuta alare si raccomanda un livello minimo di esperienza di 200 lanci in caduta libera e la partecipazione a un corso con istruttore. Per iniziare a praticare il wisbase, invece, si consiglia di avere già effettuato almeno 50 aviolanci con la tuta alare o, per chi proviene dal base jumping, avere fatto un minimo di 50 salti.
Il pilota modifica la posizione del suo corpo per ottenere la combinazione desiderata di velocità orizzontale, velocità verticale ed efficienza aerodinamica. Oggi le migliori tute alari hanno un'efficienza di 3:1: ciò significa che per ogni metro di caduta ve ne sono tre di avanzamento. Il pilota modifica la posizione del corpo - inarcandosi o piegando spalle, fianchi e ginocchia - e cambiando così l'angolo di attacco con cui la tuta alare vola nel vento relativo e la relativa pressione che incide sulle ali di tessuto della tuta, mediamente il corpo viene inclinato in avanti di circa venti gradi. La mancanza di stabilizzazione può portare a un avvitamento che richiede un notevole sforzo da parte del paracadutista per essere fermato.
Un paracadutista in posizione prona ha una velocità di caduta di circa 200 km/h, mentre una tuta alare è in grado di ridurre drasticamente questa velocità: è stata registrata una velocità verticale di 40 km/h.
Attualmente i piloti sono in grado di misurare le loro prestazioni con apparecchiature GPS in grado di determinare la durata del volo, l'altitudine a cui ci si è lanciati e quella in cui si è aperto il paracadute, la velocità orizzontale, il tasso di caduta, nonché tracciare e registrare il percorso di volo.

## Primati
Il 28 maggio 2011, il paracadutista giapponese Shin Ito è entrato nel Guinness dei primati stabilendo un record di velocità nei cieli di Davis, in California, avendo raggiunto la velocità di 363 km/h.
Il 10 marzo 2012, il paracadutista svizzero Remo Läng ha attraversato le Alpi tra Verbier e Aosta in tuta alare, percorrendo in sette minuti 26 km dopo un lancio da circa 8000 m di quota. In ambito militare il record di distanza è detenuto dal sergente statunitense Ben Borger, che il 14 aprile 2010 ha percorso 18,5 km dopo un lancio da 9750 m.
Un risultato straordinario è stato ottenuto il 1º giugno 2008 dallo svizzero Üli Gegenschatz (1971 – 2009) che, lanciandosi da un'altitudine di 4500 m, ha percorso, grazie a un forte vento favorevole, in cinque minuti e 45 secondi la distanza di 17,6 km lungo la baia di Galway.
Il più grande salto di wisbase è stato realizzato dalla “piattaforma estatica” dell'Eiger il 2 novembre 2011 da Dean Potter. Sfruttando un dislivello di oltre 2800 m Potter è riuscito a percorrere in tre minuti e venti secondi la distanza record di 7,5 km, atterrando nei pressi di Grund.
La più grande formazione di tute alari ha avuto luogo presso Lake Elsinore in California nel 2009 e ha coinvolto 68 paracadutisti.